# Idrija
Idrija este un oraș din comuna Idrija, Slovenia, cu o populație de 5.878 de locuitori.